# The Silver Years
The Silver Years (2007) è il primo cofanetto dei Rockets; contiene i primi 7 dischi della band francese, del cosiddetto "periodo argentato", completamente rimasterizzati e fino a quel momento mai pubblicati su CD. Ogni album contiene una bonus track.

## Elenco CD
- Rockets (1976)
- On the Road Again (1978)
- Plasteroid (1979)
- Live (1980)
- Galaxy (1980)
- π 3,14 (1981)
- Atomic (1982)

## Elencobonus track
- Samourai (1975): uno dei primi singoli della band.
- Rocket Man (1974): primo brano attribuito al gruppo, nonostante sia scritto e suonato dal produttore Philippe Renaux, e cantato da Larry Martin.
- Don't Be Sad (1977): b-side del singolo Space Rock, è stato pubblicato su vinile anche nella raccolta Sound of the Future.
- Atomic Control (1977): originariamente uscito su maxi singolo, è stato pubblicato su vinile anche nella raccolta Sound of The Future.
- Galactica, La Femme De Metal (1980): versione francese del brano Galactica, contenuta nell'edizione francese dell'album Galaxy.
- When The Fire Dies (1981): Demo di un brano mai inciso.
- Pictures On The Wall (1981): Demo di un brano mai inciso.

## Formazione
- Christian Le Bartz - voce
- 'Little' Gérard L'Her - voce e basso
- Alain Maratrat - chitarra, tastiere e voce
- Alain Groetzinger - batteria e percussioni
- Fabrice Quagliotti - tastiere & Vocoder